# بدیدی
بدیدی (به لاتین: Bedidy) یک منطقهٔ مسکونی در ماداگاسکار است که در آمپارافاراوولا واقع شده‌است. بدیدی ۱۰٬۰۰۰ نفر جمعیت دارد و ۹۱۷ متر بالاتر از سطح دریا واقع شده‌است.